# Piramide Cestia
La Piramide Cestia (o Piramide di Gaio Cestio, Sepulcrum Cestii in latino) è una tomba romana a forma di piramide di stile egizio costruita a Roma tra il 18 e il 12 a.C. Si trova nelle immediate adiacenze di porta San Paolo ed è inglobata nel perimetro del posteriore cimitero acattolico, costruito tra il XVIII e il XIX secolo.

## Struttura
Fu costruita tra il 18 e il 12 a.C. come tomba per Gaio Cestio Epulone, un membro dei septemviri epulones; è in calcestruzzo, con cortina di mattoni e copertura di lastre di marmo di Carrara; è alta 36,40 metri con una base quadrata di circa 30 metri di lato e si leva su una piattaforma di cementizio.
La piramide fu costruita in soli 330 giorni, forse anche meno. Infatti Gaio Cestio dispose espressamente nel suo testamento che gli eredi gli innalzassero il sepolcro piramidale entro tale termine, pena la perdita della ricca eredità, come ricorda l'iscrizione scolpita sul fianco orientale del monumento: opus absolutum ex testamento diebus CCCXXX, arbitratu (L.) Ponti P. f. Cla (udia tribu), Melae heredis et Pothi l(iberti). Gli eredi si affrettarono ad eseguire la disposizione testamentaria, tanto che, sembra, avessero completato la costruzione della piramide con qualche giorno di anticipo.
All'interno  vi è un'unica camera sepolcrale, di 5,95 × 4,10 ed alta 4,80 metri, la cui cubatura costituisce poco più dell'1% del volume complessivo del monumento. Su entrambi i lati verso oriente e verso occidente, a due terzi dell'altezza, è incisa nel rivestimento l'iscrizione che registra il nome e titoli di Cestio; sul solo lato orientale, a circa un terzo dell'altezza, sono descritte le circostanze della costruzione del monumento.
Una comparazione della forma con le Piramidi di Giza rivela che la resistenza strutturale del calcestruzzo ha permesso di costruire la piramide romana ad un angolo molto più acuto di quelle dell'Egitto. La forma più slanciata ha permesso che la Piramide Cestia raggiungesse un'altezza maggiore con la stessa quantità di materiale.
Il monumento era posto lungo la Via Ostiense, era circondato da una recinzione in blocchi di tufo, oggi parzialmente in vista, aveva 4 colonne agli angoli (di cui sono state rialzate quelle dal lato opposto dell'Ostiense) e due statue del defunto ai lati della porta.
La camera sepolcrale con volta a botte – originariamente murata al momento della sepoltura, come nelle piramidi egizie – è dipinta in bianco, con sottili cornici e figure decorative (sacerdotesse ed anfore alle pareti, 4 figure di Nike sulla volta) di stile pompeiano. È relativamente ben conservata, ma completamente nuda, e sulla parete di fondo, dove doveva esserci il ritratto del defunto, ora c'è un buco, praticato da scavatori alla ricerca di tesori.

## Storia

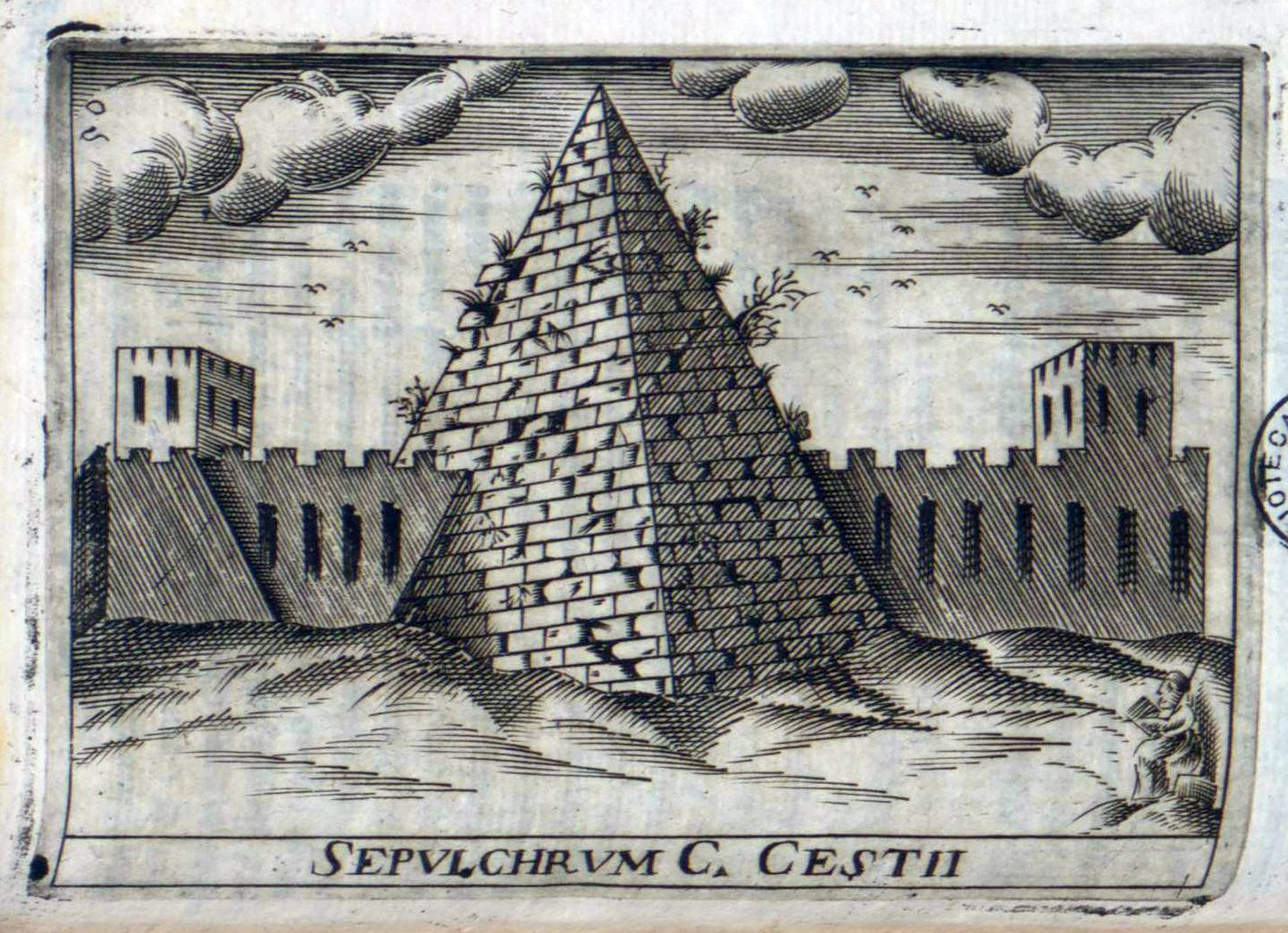
Il sepolcro in una tavola antica, tratta da Itinerario overo nova descrittione de' viaggi principali d'Italia, nella quale si ha piena notitia di tutte le cose piu notabili, & degne d'esser vedute, 1648

La presenza di un monumento funebre in forma di piramide a Roma si deve probabilmente al fatto che l'Egitto era divenuto provincia romana alcuni anni prima, nel 30 a.C., e la cultura sontuosa di questa nuova provincia stava venendo di moda anche a Roma.
Nel III secolo la piramide di Cestio fu incorporata nelle Mura Aureliane, delle quali venne a costituire un bastione, e l'attuale accesso corrisponde ad una posterula che immetteva su una strada secondaria – il cui basolato è in vista – in direzione dell'emporio sul Tevere. Questa circostanza costituisce, presumibilmente, la ragione per cui il monumento si salvò dalle spoliazioni, che afflissero nei secoli tutti i marmi di rivestimento dei monumenti antichi.

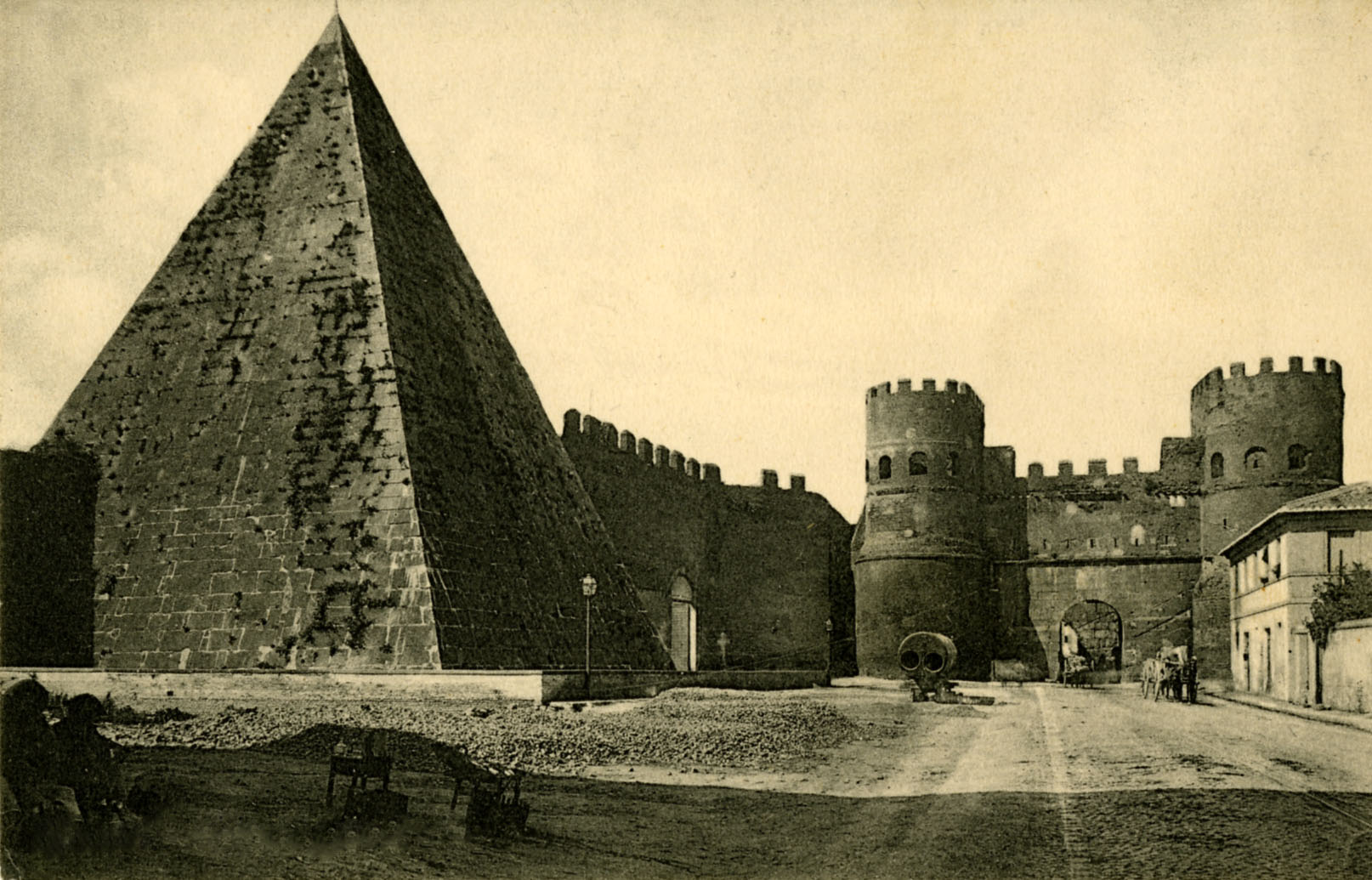
La Piramide Cestia in una foto del 1880

La Piramide Cestia durante i restauri del 2013/2015

Nel Medioevo, la credenza popolare identificava la Piramide come meta Remi, collegandola con un'altra piramide indicata come meta Romuli, molto simile e coeva, esistente sino al 1499 nel rione di Borgo, riportata nella Pianta della città di Roma di Alessandro Strozzi del 1474, e demolita nel XVI secolo da papa Alessandro VI per l'apertura della nuova strada di Borgo Nuovo.  
Lo stesso Francesco Petrarca, umanista ed esperto latinista, in un'epistola indica la Piramide Cestia come "sepolcro di Remo". Poggio Bracciolini per spiegare l'errore del grande scrittore afferma che esso fu causato dal «non avere il grande uomo voluto scoprire l'iscrizione coperta dagli arbusti».
Per il riferimento fantasioso alle origini della fondazione di Roma - oltre che per la sua forma - la Piramide Cestia fu molto ammirata dai viaggiatori, in particolare nel Seicento, e godette comunque di costante attenzione da parte dell'amministrazione pontificia: nel 1663 furono intrapresi degli scavi per ordine di papa Alessandro VII, che ne fece incidere la memoria sulla facciata; all'esterno furono trovate le basi di due statue dedicate a Cestio e fu scavata un'apertura nella piramide stessa, scoprendo la camera sepolcrale - che, come detto sopra, fu trovata vuota e già visitata da tombaroli. Esiste anche un progetto del Borromini per trasformare la cella funeraria in chiesa, che non ebbe seguito. Ancora alla fine del potere temporale, comunque, la Piramide era oggetto di manutenzione conservativa: vi fu installato il primo parafulmine, che c'è ancora.
Ai piedi della piramide, ancora dentro la cinta urbana ma immediatamente a ridosso delle mura, dal XVIII secolo si cominciò a seppellire gli stranieri non cattolici morti in Roma. Il sito fu ufficializzato nel 1821 come Cimitero degli inglesi.
Nel 2015 l'imprenditore e mecenate giapponese Yuzo Yagi, titolare della Yagi Tsusho Ltd (che distribuisce in Giappone prodotti della moda italiana) e insignito dell’onorificenza di Grande Ufficiale dal Presidente della Repubblica Italiana per il suo contribuito allo sviluppo dell’industria della moda italiana, ha finanziato il restauro della piramide costato 2 milioni di euro.

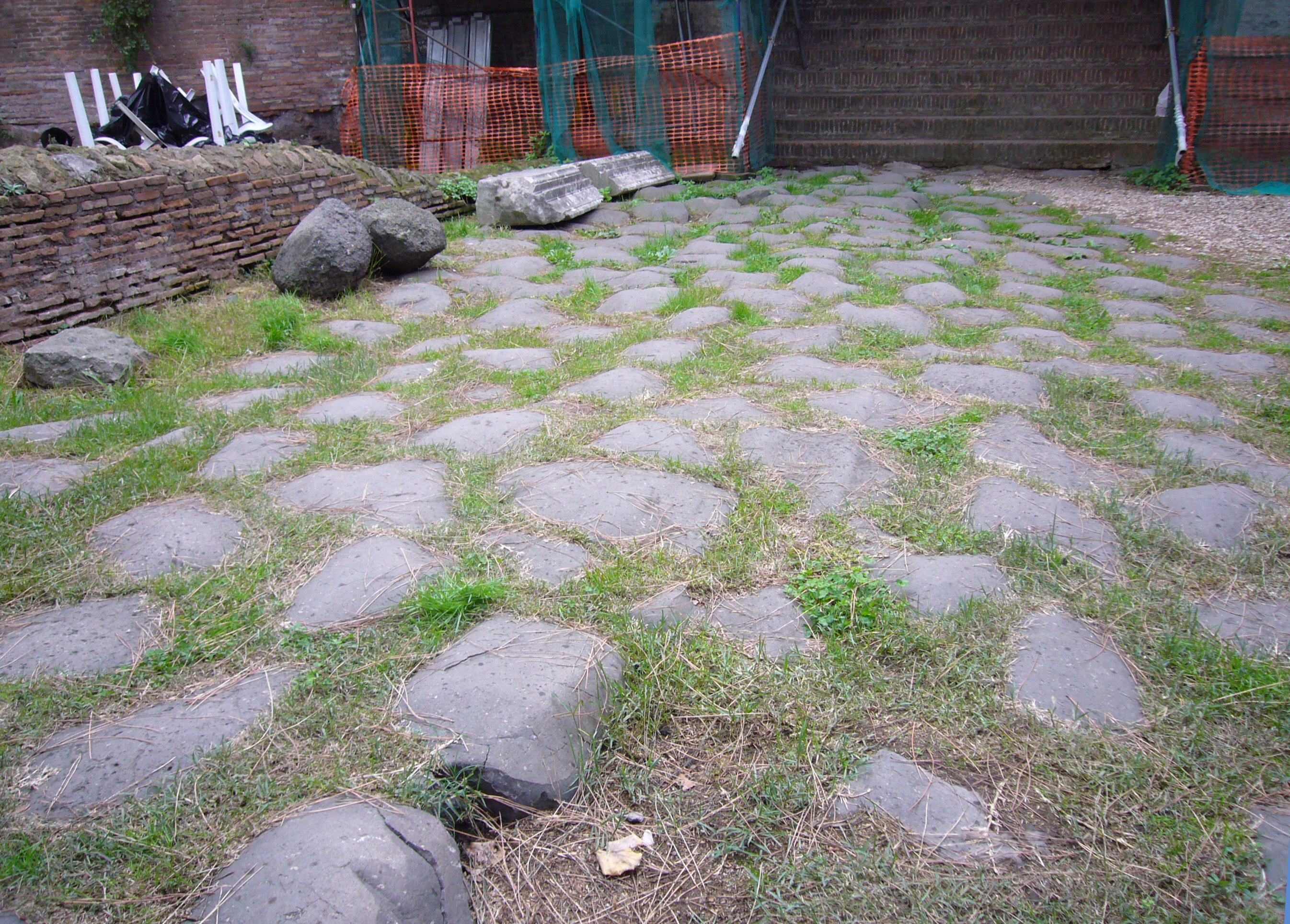
Basolato della strada della posterula verso il porto della Marmorata
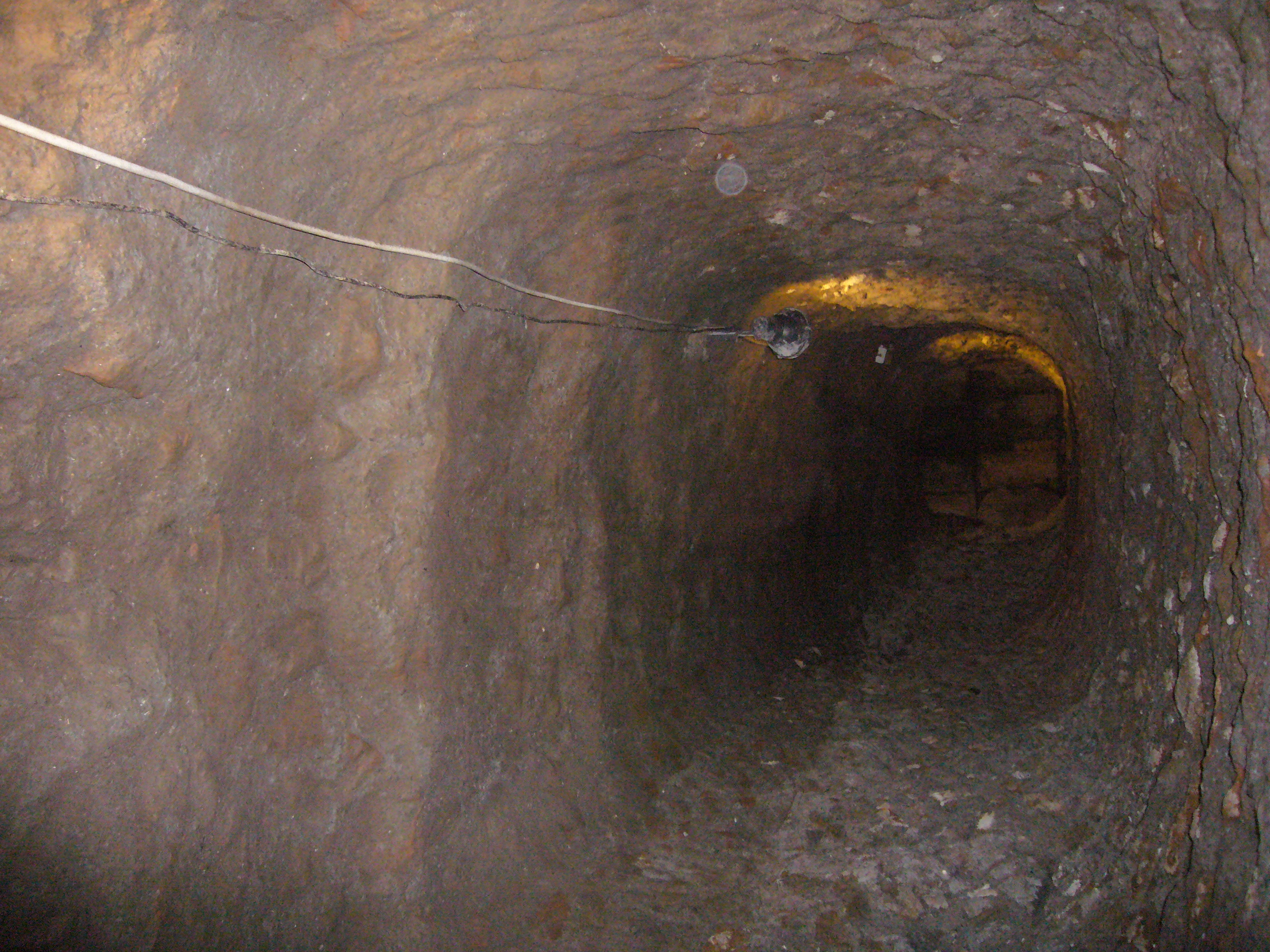
Cunicolo di accesso (vista dall'esterno)
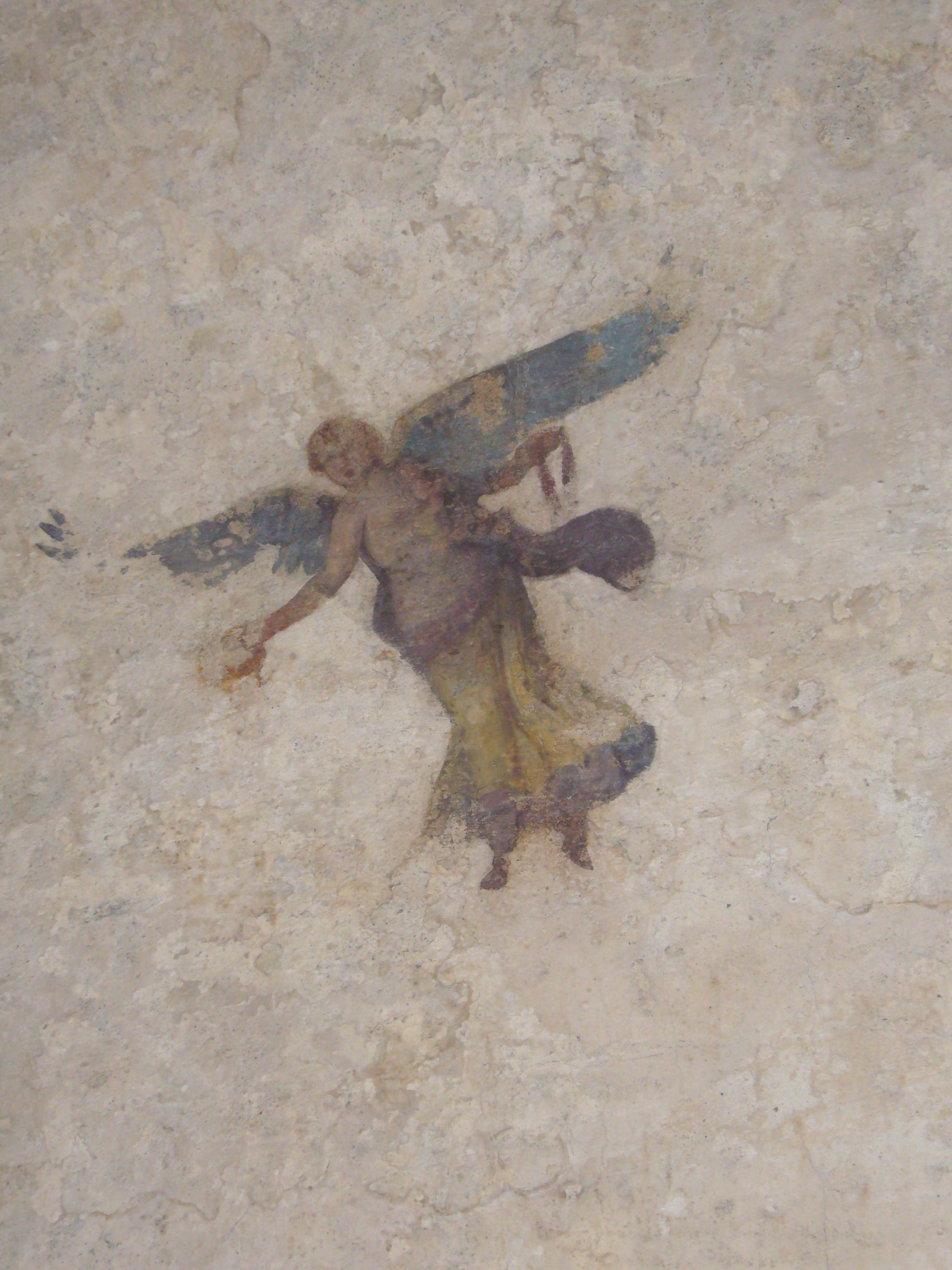
Una delle Nike della volta
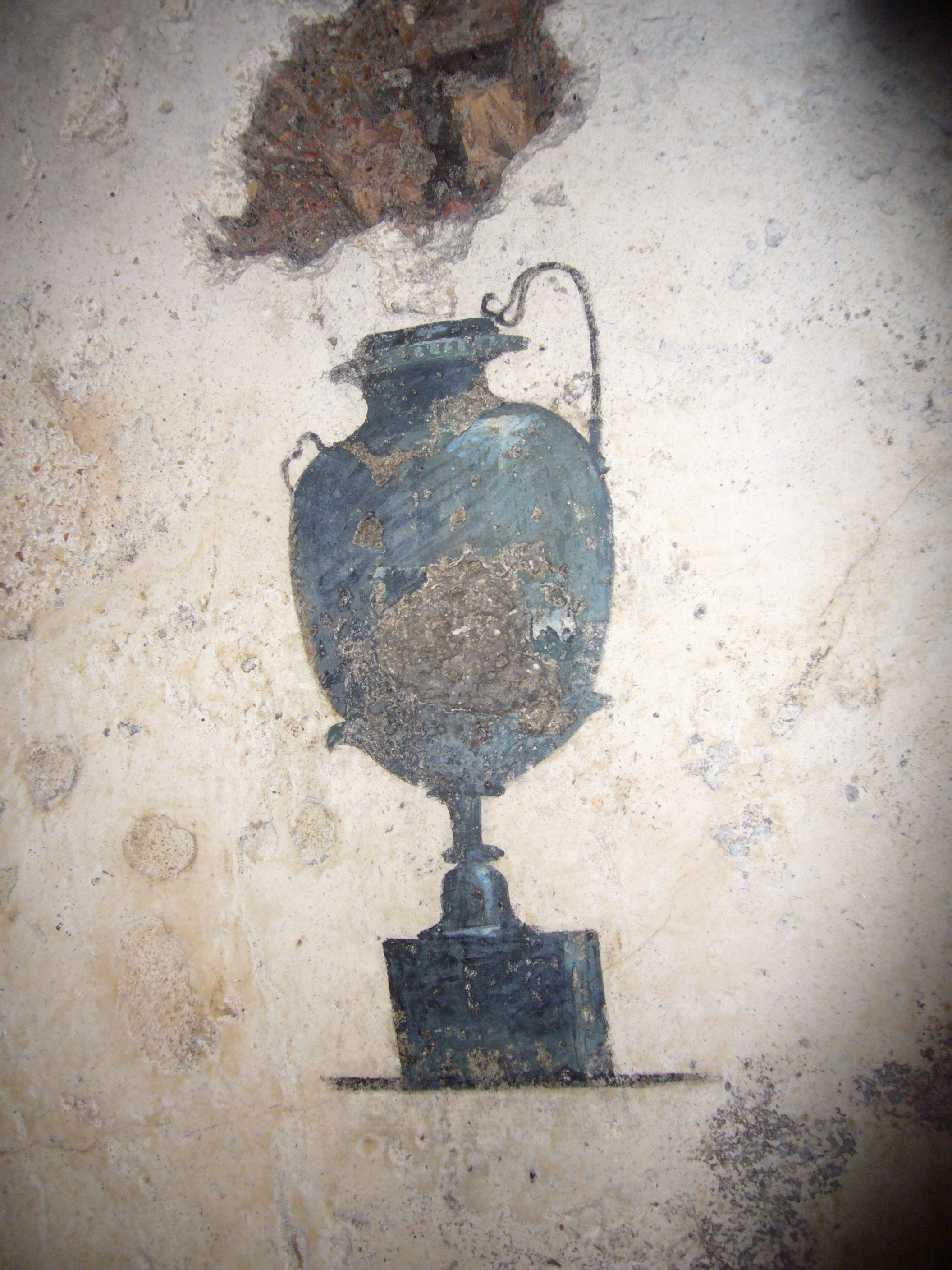
Una delle anfore nei pannelli
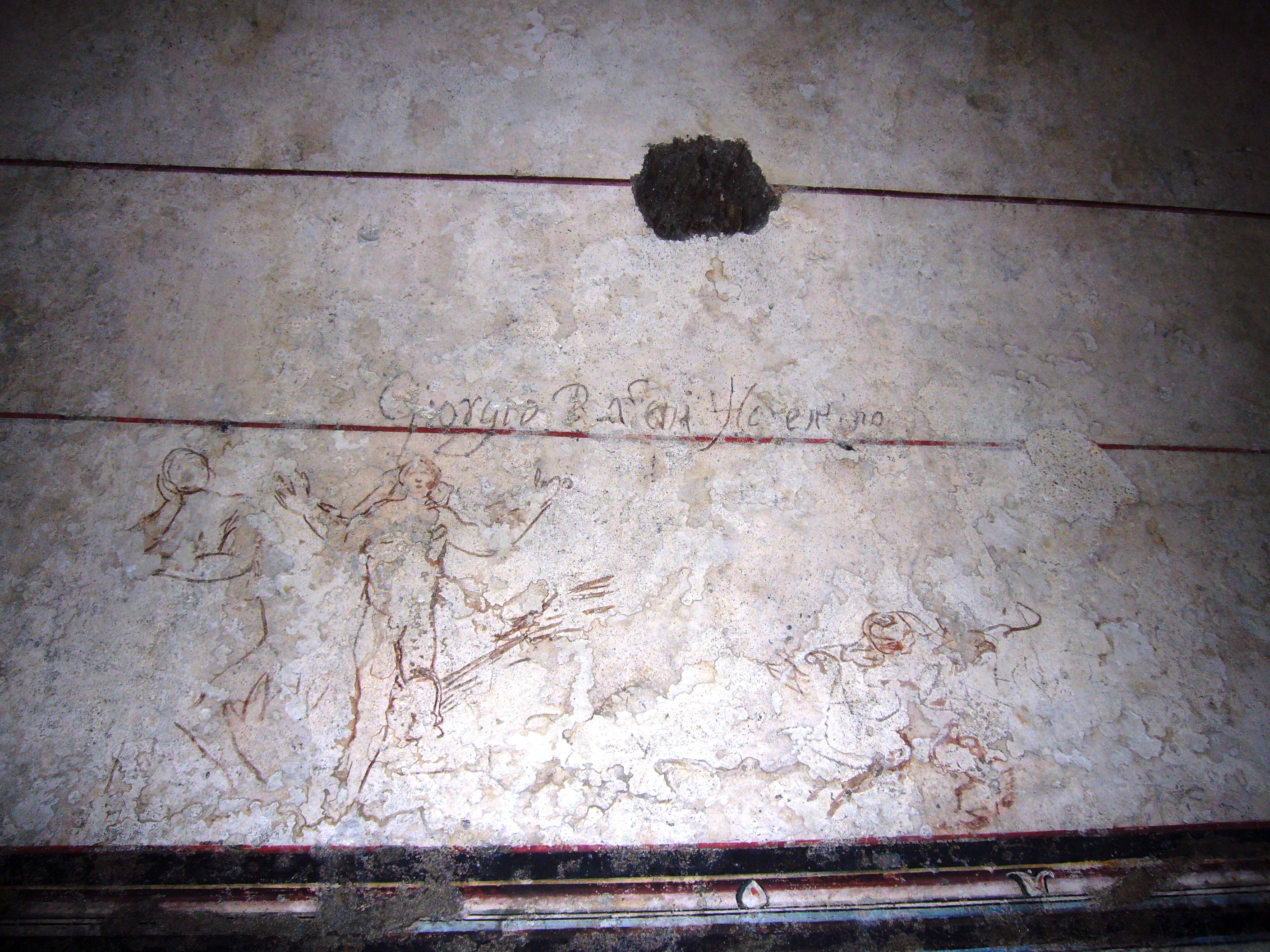
Graffito con figure di un pittore del Seicento, "Giorgio Bafaia Florentino"

## Collegamenti urbani
|  | È raggiungibile dalla stazione Roma Porta San Paolo. |

|  | È raggiungibile dalla stazione di Roma Ostiense. |

|  | È raggiungibile dalla stazione di Roma Ostiense. |

|  | È raggiungibile dalla stazione di Roma Ostiense. |

| È raggiungibile dalla fermata P.le Ostiense | del tram 3 |

- Linee autobus ATAC